# Die Satans-Engel von Nevada
Die Satans-Engel von Nevada (Originaltitel: The Mini-Skirt Mob, Alternativtitel: Satansengel, Von Rockern gehetzt) ist ein US-amerikanischer Rockerfilm aus dem Jahr 1968.

## Handlung
Der Rodeo-Champion Jeff Logan hat seine Freundin Connie geheiratet und will mit ihr in seinem Wohnwagengespann auf seine Ranch. Einige Kumpels aus der Rodeoszene sowie deren Freundinnen, darunter Mitglieder der weiblichen Rockergruppe The Mini-Skirts wollen Jeff verabschieden und veranstalten eine Überraschungsparty an seinem Wohnwagen. Nach der Party kommt es zum Streit. Die ehemalige Freundin von Jeff und Chef der Rockergang Shayne, die immer noch in Jeff verliebt ist, hetzt Lon gegen Jeff auf. Es kommt zur Schlägerei zwischen Lon, der Connie angebaggert hat und Jeff sowie zum Catfight zwischen Connie und Shayne. Nur durch den Einsatz seines Gewehrs kann Jeff den Kampf beenden und die Randalierer vertreiben.
Einen Teil der Gruppe kann Shayne gegen Jeff aufwiegeln und zur Verfolgung aufwiegeln. Shayne und ihre Schwester Edie, die Mädchen Bea und Fran sowie die Männer Lon, Spook und L.G. folgen und bedrängen Jeffs Wohnwagengespann. Als der Wohnwagen dadurch ins Schlingern gerät, wird L.G. mit seiner Triumph von der Straße geschubst, stürzt einen Abhang herunter und stirbt. Shayne unterstellt Jeff Absicht und treibt die verbleibende Gruppe zur Verfolgung an. Den Toten L.G. lassen sie zurück. Eine Gruppe Pfadfinder hat die Situation beobachtet.
Nichts ahnend von dem Vorfall und ihren Verfolgern, haben Jeff und Connie in der Wüste Rast gemacht. Am Morgen, als Jeff die Gegend erkundet, wird Connie von Spook und Lon überwältigt. Die beiden entwenden Jeffs Gewehr nebst Munition und lassen die junge Braut gefesselt im Wohnwagen zurück. Erst nach Jeffs Rückkehr und dem Versuch der Weiterfahrt bemerkt das Paar die durchstochenen Reifen. Zwischenzeitig wird die Leiche von L.G. von der Polizei gefunden.
Edie bekommt Gewissensbisse und will die Gruppe verlassen. Nachdem es ihr nicht gelingt Lon zum Mitkommen zu bewegen, entwendet sie von Spook das Gewehr und bedroht damit die Gruppe. Lon gelingt es jedoch, sie zu überwältigen und zu fesseln. Das junge Mädchen kann sich allerdings von den Fesseln befreien und, Spook der Wache hält überwältigen. Edie schleicht zum Wohnwagen und gibt Jeff das Gewehr zurück. Sie überredet die beiden zur Flucht und will dem Paar einen Vorsprung verschaffen, indem sie als Connie verkleidet am Wohnwagen bleibt. Als Spook erwacht und Alarm schlägt, versucht die Gruppe zum Wohnwagen zu gelangen. Edie hält die sich Nähernden mit gezielten Schüssen auf Distanz. Lon und Spook, im sicheren Glauben Jeff und Connie im Wohnwagen vorzufinden, bauen sich aus leeren Bierflaschen und Benzin aus den Motorrädern Molotowcocktails. Bei dem Versuch des Ausräucherns fängt der Wohnwagen durch die eingebauten Gastanks Feuer. Edie flüchtet brennend aus dem Wohnwagen und stirbt vor den Augen ihrer Schwester.
Shayne und Lon wollen nun voller Hass Rache an Jeff und Connie üben. Spook, Bea und Fran haben mittlerweile die Sinnlosigkeit der Aktion erkannt. Sie weigern sich mitzukommen und treten den Heimweg an. Auf dem Rückweg werden die drei von der Polizei angehalten.
Zwischenzeitig finden Shayne und Lon das flüchtende Paar und hetzen sie auf ihren Motorrädern durch die Wüste. Mit einem abgebrochenen Ast kann Jeff schließlich Lon vom Motorrad schlagen, der sich beim Sturz das Genick bricht. Shaynes Motorrad stürzt, beim Versuch Connie zu überfahren einen Abhang herab. Sich selbst an die Felskante klammernd, bettelt sie Connie um Hilfe an. Diese hält ihre Widersacherin zunächst auch fest. Als Shayne Jeff kommen sieht und nach ihm ruft, lässt Connie ihre Peinigerin in den Abgrund stürzen.

## Hintergrund
In die bundesdeutschen Kinos kam der Film am 30. August 1968.
Das deutsche Kinoplakat zeigt ein abweichendes Motiv ohne Bezug zum Film und nennt den Untertitel Die Minirock-Bestie.
1972 wurde unter dem Titel Satansengel (Im Katalog abweichend Die Satans-Engel geschrieben) von Piccolo Film in München eine auf 19 Minuten gekürzte SW Fassung auf Super 8 für das Heimkino veröffentlicht. Die Bestellnummer 368 trug als Cover ein Bild von, der im Film nicht mitspielenden Brigitte Bardot, welche an einem Motorrad lehnt.
2009 erfolgte durch EuroVideo eine Veröffentlichung auf der Rocker- & Biker-Box, Vol. 2 auf DVD. Hier wurde der Alternativtitel Von Rockern gehetzt genutzt.

## Rezeption
Das Lexikon des internationalen Films bezeichnete den Film als „Nicht weiter erwähnenswerte Gewaltdemonstration; psychologisch oberflächlich und formal jenseits aller Kritik“ und zog das Fazit „Wir raten ab“.
Bei Rotten Tomatoes gaben nur 32 % der Zuschauer dem Film eine positive Bewertung.

## Synchronisation
Die deutsche Synchronisation wurde 1968 nach dem Dialogbuch und unter der Dialogregie von Rainer Brandt von der Studio Hamburg Synchron durchgeführt.
| Rolle        | Schauspieler       | Synchronsprecher |
| ------------ | ------------------ | ---------------- |
| Carl         | Robert Shelton     | Thomas Braut     |
| Connie Logan | Sherry Jackson     | Renate Pichler   |
| Edie         | Patty McCormack    | Ursula Herwig    |
| Jeff Logan   | Ross Hagen         | Werner Bruhns    |
| Lonny        | Jeremy Slate       | Hartmut Reck     |
| Shayne       | Diane McBain       | Renate Heilmeyer |
| Spook        | Harry Dean Stanton | Wolfgang Draeger |